# Ашенинка (язык)
Ашенинка (Ashéninga, Ashénika, Ashéninka) — язык коренного народа ашенинка, который относится к аравакской семье языков, на котором говорят в Перу. Все, кроме некоторых, из 50 000 человек языком владеют в совершенстве. Ашенинка — диалектный континуум, в котором имеются следующие разновидности: пахональ, перене, пичис, укаяли-юруа и южный укаяли, которые названы в честь региона или реки, где живут носители этих диалектов.
У языка ашенинка есть официальным статус в качестве коренного языка в Перу, как и все коренные перуанские языки. Язык и его носители также известны под уничижительным термином кампа.

## Диалекты
- Пахональ (Ashéninca, Atsiri, «Campa» , Kampa, Pajonal) — американский индейский язык, принадлежащий аравакской языковой семье, на котором говорят на территории Центральный Гран-Пахональ в Перу.
- Перене (Ashéninca Perené, Perené Ashéninka, «Perené Campa») распространён в районе реки Верхняя Перене в Перу.
- Пичис (Pichis Ashéninca, Pichis Ashéninka, «Pichis Campa», Pichis) распространён около реки Пичис и притоках, исключая Апурукаяли реки Пачитеа в Перу.
- Укаяли-юруа (Ucayali Ashéninca, Ucayali-Yurúa Ashéninka) распространён около реки Журуа; в деревнях Арруя, Инуя, Коэнгва, Пачитеа, Шашуая, Шешеа у притоков реки Укаяли в Перу, а также у притоков рек Тарауака, Журуа, Энвира, в бразильском штате Акри, на границе с Перу, между реками Амония, Арара и Бреу в Бразилии.
- Южный укаяли (South Ucayali Ashéninka) распространён около реки Верхняя Укаяли и притоках региона Южный Укаяли в Перу.

## Письменность
В алфавите ашенинка существует 11 согласных, 4 гласных и 10 диграфов: Aa, Aa aa, Ch ch, Ee, Ee ee, Ii, Ii ii, Jj, Kk, Mm, Nn, Ññ, Oo, Oo oo, Pp, Rr, Ss, Sh sh, Tt, Th th, Ts ts, Ty ty, Tz tz, Ww и Yy. Также в письменности могут использоваться и другие буквы, но только в заимствованных словах и зарубежных названиях.
Алфавит диалекта пахонапь: A a, C c, Ch ch, E e, G g, I i, J j, Jy jy, M m, My my, N n, Ñ ñ, O o, P p, Py py, Qu qu, Qy qy, R r, Ry ry, Sh sh, T t, Th th, Ts ts, Ty ty, Tz tz, v v, Vy vy, Y y.